# Павлович, Матео
Мате́о Па́влович (хорв. Mateo Pavlović; 9 июня 1990, Мостар, СРБГ, СФРЮ) — хорватский футболист, защитник клуба «Риека», выступающий на правах аренды за клуб «Рудеш».

## Клубная карьера
Павлович начал заниматься футболом в школе загребского «Динамо», затем перешёл в систему «Загреба», за основную команду которого дебютировал в 2008 году. 17 декабря 2012 года Павлович перешёл в бременский «Вердер», но не смог закрепиться в основном составе команды и через год был отдан в аренду в «Ференцварош». По окончании первой аренды Павлович был вновь арендован «Ференцварошем» до конца сезона 2014/2015, в 2015 году стал обладателем Кубка Лиги и Кубка Венгрии.

## Карьера в сборной
В возрасте до 17 лет Павлович выступал за юношескую сборную Боснии и Герцеговины, но затем начал выступать за Хорватию. За молодежную сборную Хорватии провёл 10 матчей и участвовал в отборочном турнире на чемпионат Европы среди молодёжных команд 2013.

## Достижения
- Обладатель Кубка Лиги Венгрии: 2015
- Обладатель Кубка Венгрии: 2014/15